# Einsatzzentrale Basisraum
Die Einsatzzentrale Basisraum (EZB), umgangssprachlich auch Berg, ist eine österreichische Bunkeranlage und Regierungsbunker in St. Johann im Pongau (Salzburg), am Fuße des Heukareck, in dessen Niederuntersberg, hinter dem gleichnamigen Wasserkraftwerk, bei der Mündung der Großarler Ache, nach der Liechtensteinklamm.

## Geschichte und Funktion

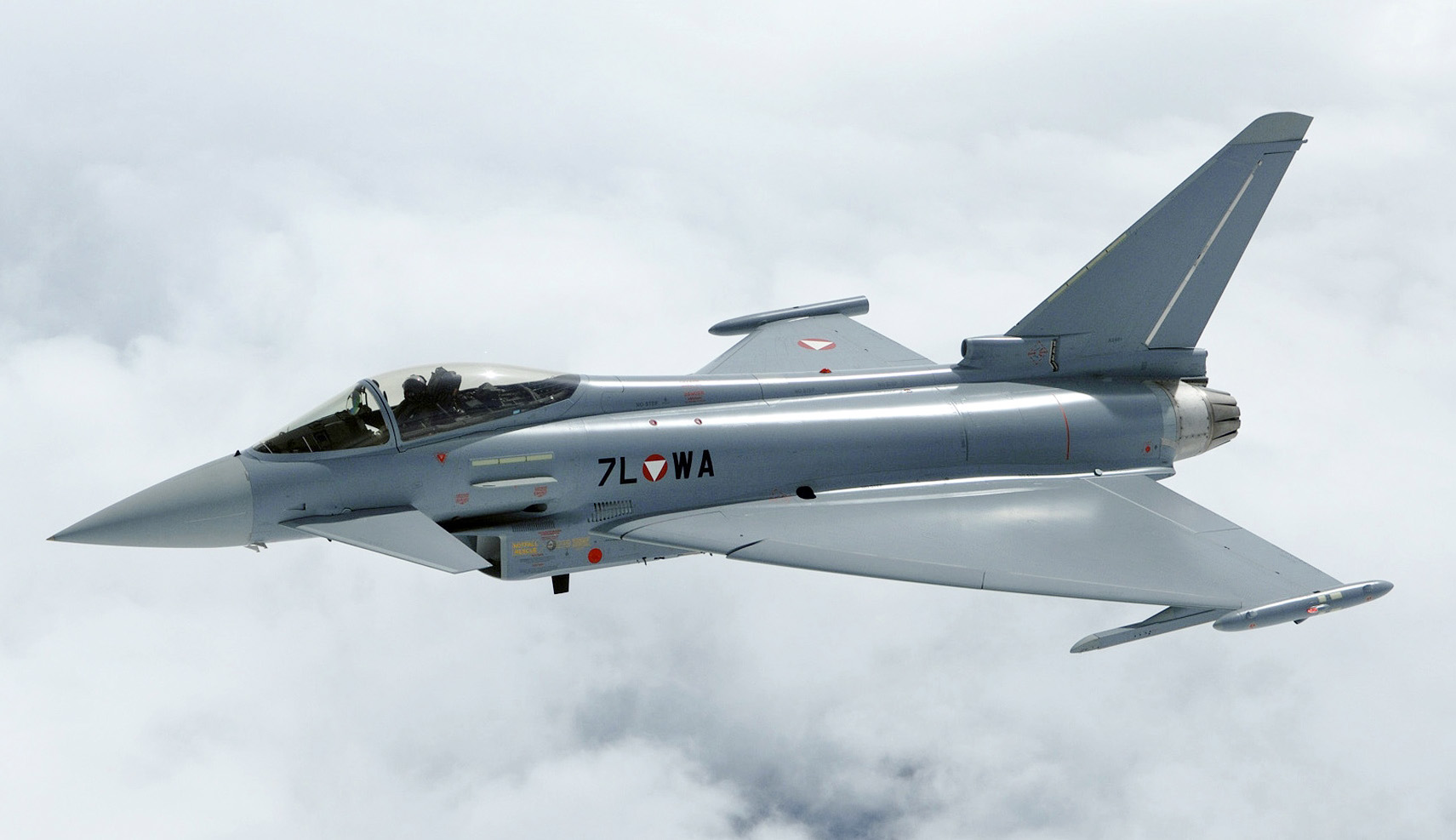
Aus der Einsatzzentrale werden Österreichs Luftstreitkräfte koordiniert.

Die Einsatzzentrale wurde 1974 geplant, in den Jahren nach 1977 im Kalten Krieg auf Grund der Erfahrungen, die aus den Ereignissen rund um die Niederschlagung des Prager Frühlings gezogen wurden, errichtet und 1987 fertiggestellt. Dazu wurde vom Bundesheer ein fünfstöckiger Bunker 300 m unter der Erdoberfläche gebaut. Neben dem Herzstück des Luftraumbeobachtungs- und Führungssystems Goldhaube waren Räumlichkeiten vorgesehen, in der sowohl die Bundesregierung als auch der Bundespräsident in einem kriegerischen Bedrohungsfall untergebracht werden sollten. Von dort sollten die Regierungsgeschäfte weiter durchgeführt werden. Außerdem waren auch Räume für die Sendeanlagen des Österreichischen Rundfunks vorgesehen.
Die Wahl des Standortes fiel durch geologische und strategische Überlegungen im Zusammenhang mit dem Konzept der Raumverteidigung auf das Gebiet. Strategisch wurde für den Verteidigungsfall eher eine Bedrohung durch den ehemaligen Ostblock befürchtet. In diesem Fall hätte der eher schwer zu verteidigende Osten des Landes aufgegeben werden müssen. Die Verteidigung hätte sich auf die leichter zu verteidigenden Berge konzentriert. Im Fall eines atomaren Angriffs wären die Bunkeranlagen sowohl im direkten Angriff, der nicht als so wahrscheinlich angenommen wurde, als auch gegen radioaktiven Niederschlag geschützt gewesen und so eine handlungsfähige Regierung weiter möglich.
Eine nochmalige Bedeutung erlangte der Bunker als eventuelle Fluchtmöglichkeit im Zuge der Nuklearkatastrophe von Tschernobyl 1986.
Lange Zeit wurde der Bunker als eines der bestgehüteten Staatsgeheimnisse behandelt. Erst in den letzten Jahren wurde er auch einer breiten Öffentlichkeit bekannt. Neben der hauptsächlichen Nutzung durch das Bundesheer, das hier ca. 250 Personen beschäftigt und dessen Kommunikationsnetzwerk IFMIN vom Bunker beherbergt wird, hat der Bund seit 1982 auch ein Backupsystem des EDV-Systems des Bundeskanzleramtes eingerichtet. Dabei handelt es sich um das Zentrale Ausweichsystem des Bundes, ZAS, das hier mit einem Point of Presence an das Aconet angebunden ist. Auch andere Institutionen wie die Österreichische Nationalbibliothek haben hier Datenspeicher eingerichtet. Das Backupsystem des Visa-Informationssystems der Europäischen Union ist hier untergebracht. Auch die Fahndungsdaten des Schengener Informationssystems II werden hier gespeichert. Beherbergt werden auch wichtige digitale Daten von EU-Agenturen, darunter eu-LISA (verantwortlich für das Betriebsmanagement von IT-Großsystemen wie dem Schengener Informationssystem) und Europol (zuständig für die europäische Strafverfolgung).
Im Juli 2023 wurde bekannt, dass das Luftabwehrsystem Sky Shield für Österreich aus der Einsatzzentrale Basisraum koordiniert werden soll.